# Rings (curta-metragem)
Rings (Brasil: Círculos ) é um curta-metragem de terror americano de 2005. Foi lançado inicialmente como um disco extra com um relançamento do The Ring em DVD.  Os eventos em Rings levam à sequência de The Ring Two  no DVD Rings também está incluído como recurso de bônus.

## Enredo
Um ano após os acontecimentos de The Ring, o vídeo de Samara Morgan se espalhou, pois cada pessoa que assiste o vídeo faz uma cópia e mostra para outra pessoa. Uma subcultura cresceu em torno do vídeo: as pessoas esperam para ver o quão perto do prazo de sete dias que eles conseguem chegar. Quando eles ficam com muito medo de continuar, eles mostram a fita para a próxima pessoa designada. Durante o intervalo, alguns criam vídeos documentando suas experiências para serem postados em sites dedicados ao fenômeno da fita. Os grupos que assistiram o vídeo são chamados de "anéis".
O curta está focado em Jake Pierce , o último membro de um dos anéis. O anél também recrutou seu próximo membro, Tim, que assistirá a fita quando Jake desistir. Eddie, um membro, diz que ninguém já conseguiu chegar até o sétimo dia, e todos que chegam no sétimo morrem. Ele diz a Jake para se certificar de gravar tudo o que ele vê. Jake está impressionado com o que ele experimenta no início, e Vanessa, outro membro, diz que quer que Jake fique no dia sete.
No entanto, as experiências de Jake logo se tornam assustadoras, já que ele começa a ver visões de Samara surgir repentinamente onde quer que ele vá, e tem um sonho semelhante que Rachel Keller teve do primeiro filme de Samara agarrando seu braço, deixando uma marca. Depois de várias experiências mais inquietantes, ele desiste no sexto dia, mas Tim se recusa a assistir a fita. É revelado que Vanessa é quem fez Tim se recusar a assistir a fita, pois quer ver o que acontece no sétimo dia. No entanto, isso deixa Jake sem alguém para passar a maldição.
No dia seguinte, ele se tornou tão desesperado que tenta reproduzir o vídeo nos modelos de exibição em uma loja de eletrônicos, mas é pego e jogado por um guarda de segurança que é um membro de anéis e sabe o que faz a fita. Jake começa a marcar números aleatórios, esperando encontrar alguém para mostrar a fita. Finalmente, ele pensa em Emily, uma garota com quem ele vai para a escola. Ele a convidou sem mencionar o vídeo. Antes que ela chegue, ele experimenta uma visão em que Samara chega e ele tenta quebrar a TV, embora ela sai de qualquer jeito. Ela atravessa a tela em sua câmera de vídeo e a visão acaba.
Uma hora antes do prazo, Emily concorda em vir, levando à sequência de abertura de The Ring Two; Vanessa é vista encorajando Emily quando ela está tomando a decisão de ir para casa de Jake. 

## Elenco
| Ator                   | Papel                |
| ---------------------- | -------------------- |
| Ryan Merriman          | Jake                 |
| Emily VanCamp          | Emily                |
| Kelly Stables          | Samara               |
| Alexandra Breckenridge | Vanessa              |
| Josh Wise              | Timothy              |
| Justin Allen           | Eddie                |
| Andrew D'Amico         | Store Employee       |
| Dusty Sorg             | Frantic Caller (voz) |

## Recepção
O curta recebeu críticas positivas da crítica e do público que o compraram a edição especial do primeiro filme; lançado pouco antes de The Ring Two. Felix Vasquex Jr., do Cinema Crazed, disse: "... um curta-metragem muito elegante e mórbido e infinitamente mais agradável e tenso do que a sequência poderia ser".